# Campionato italiano di ciclismo su strada 1907
Il Campionato italiano di ciclismo su strada 1907 venne disputato il 6 ottobre 1907 e vide l’affermazione di Giovanni Cuniolo che completò il percorso di 185 km in 7h10'00", precedendo Felice Galazzi e Giovanni Rossignoli.

## Ordine d'arrivo (Top 10)
| Pos. | Corridore           | Squadra      | Tempo    |
| ---- | ------------------- | ------------ | -------- |
| 1    | Giovanni Cuniolo    | Maino        | 7h10'00" |
| 2    | Felice Galazzi      | Bianchi      | s.t.     |
| 3    | Giovanni Rossignoli | Bianchi      | s.t.     |
| 4    | Battista Danesi     | Turkheimer   | s.t.     |
| 5    | Luigi Chiodi        | Bianchi      | s.t.     |
| 6    | Andrea Massironi    | Indipendente | s.t.     |
| 7    | Mario Gaioni        | Indipendente | s.t.     |
| 8    | Alberto Sonetti     | Indipendente | s.t.     |
| 9    | Clemente Canepari   | Indipendente | s.t.     |